# ヘンリー・スタンベリー
ヘンリー・スタンベリー（英語: Henry Stanbery、1803年2月20日 - 1881年6月26日）は、アメリカ合衆国の法律家、政治家。アンドリュー・ジョンソン大統領の下で1866年から1868年まで第28代アメリカ合衆国司法長官を務めた。

## 生い立ち
1803年2月20日、ニューヨーク州ニューヨークにおいて誕生した。父親は医師のジョナス・スタンベリー （Jonas Stanbery、1761年-1840年）、母親はアン・ルーシー・マククレディ・シーモン（Ann Lucy McCredy Seamon）であった。1814年に両親とともにオハイオ州ゼーンズヴィルへ移住し、1819年にワシントン大学（現在のワシントン・アンド・ジェファーソン大学）を卒業、文学士号を取得した。その後スタンベリーは法律を学び、1824年にオハイオ州で弁護士として認可を受けた。

## 法律家としての活動
スタンベリーはトマス・ユーイングの助言を受け、オハイオ州ランカスターで弁護士業を開業した。スタンベリーは1832年に連邦最高裁判所の法廷弁護士となった。スタンベリーは法律家として20年以上を過ごした。
1846年、スタンベリーはオハイオ州下院より初代オハイオ州検事総長に選出された。スタンベリーは1851年まで州検事総長を務めた。また1850年、スタンベリーはフランクリン郡の代表としてオハイオ州憲法制定会議に参加した。1853年、スタンベリーはオハイオ州シンシナティに移住し、弁護士活動を継続した。

## 政治家としての活動
1866年7月23日、アンドリュー・ジョンソン大統領はスタンベリーを司法長官に起用した。スタンベリーはジョンソン大統領の友人として、多くの助言を行った。スタンベリーは1866年の公民権法成立に尽力した。
1868年、ジョンソン大統領が弾劾訴追を受けると、健康を害していたスタンベリーはジョンソン大統領の足手まといにならないよう、司法長官職を辞任した。スタンベリーは弾劾裁判中、ジョンソン大統領を私的に支援した。そして弾劾裁判が終結するとジョンソン大統領はスタンベリーを再び司法長官に起用しようとしたが、連邦上院はジョンソン大統領の穏健なレコンストラクション政策に対する抵抗として、スタンベリーの就任を拒否した。その後ジョンソン大統領はスタンベリーを連邦最高裁判所判事にも指名したが、再び上院により棄却された。

## 晩年
スタンベリーは1881年6月26日にニューヨーク州ニューヨークで死去した。遺体はオハイオ州シンシナティのスプリング・グローブ墓地に埋葬された。

## 結婚と子女
1829年4月28日にフランシス・ビーチャー （Frances Beecher）と結婚した。フランシスとの間には以下の子供が生まれた。
1. フランシス・スタンベリー （Frances Stanbery、1830年-????）
2. フィレモン・ビーチャー・スタンベリー （Philemon Beecher Stanbery、1832年-1906年）
3. ルイザ・L・スタンベリー （Louisa L. Stanbery、1834年-1899年）
4. ヘンリー・スタンベリー （Henry Stanbery、1836年-????）
5. ジョージ・スタンベリー （George Stanbery、1838年-1893年）